# Decker Towers
Decker Towers (Torres Decker en español) es un edificio de apartamentos de 11 pisos situado en Burlington, Vermont (Estados Unidos). Con 37'8 metros de altura, es el edificio más alto del estado estadounidense de Vermont. Siendo así, el más bajo de los edificios más altos de los estados de EEUU, en parte porque Burlington es la más pequeña de las ciudades más grandes de los estados de EEUU. Decker Towers se construyó como un proyecto llave en mano. Después de que Pizzagalli Construction Company lo construyera del 29 de octubre de 1970 al 31 de agosto de 1971, la ciudad de Burlington lo compró. Es propiedad de la Autoridad de Vivienda de Burlington y la administra como vivienda pública.

## Historia
Cuando se inauguró el 31 de agosto de 1971, Decker Towers se llamaba 230 St. Paul Street (su dirección oficial entonces y ahora). Era la cuarta propiedad propiedad de la Autoridad de Vivienda de Burlington. Fue construido sobre la antigua ruta de alcantarillado del barranco de Burlington.
A finales de 1971, las oficinas administrativas de la Autoridad de Vivienda de Burlington se trasladaron al primer piso del 230 St. Paul Street. Las oficinas estuvieron allí hasta julio de 2002. El edificio se inauguró como Decker Towers el 9 de mayo de 2003.
Decker Towers se incendió el 17 de febrero de 2010 debido a un cigarrido mal apagado. El agua del sistema de rociadores contra incendios del edificio causó daños por valor de 100.000 dólares.
Posteriormente fue reformado. Las renovaciones incluyeron impermeabilización, un lavado a presión minucioso, refuerzo de estuco, aplicación de una membrana impermeable, una capa de malla de fibra de vidrio y masilla nueva. También se reemplazaron las barreras antipolvo. Se quitaron y reemplazaron más de 550 ventanas por ventanas energéticamente eficientes, y el sistema de acabado de aislamiento exterior se mejoró aumentando el espesor del aislamiento y repintando el edificio.